# Đức Đồng
Đức Đồng là một xã thuộc huyện Đức Thọ, tỉnh Hà Tĩnh, Việt Nam.
Xã Đức Đồng có diện tích 15,2 km², dân số năm 1999 là 5962 người, mật độ dân số đạt 392 người/km².